# Nico Minoru
Nico Minoru è un personaggio immaginario della Marvel Comics creato da Brian K. Vaughan e da Adrian Alphona nel 2003.

## Storia editoriale
Nella prima bozza della serie Runaways concepita da Brian K. Vaughan, Nico si chiamava Rachel Messina, la fonte dei suoi poteri non era l'Asta dell'Uno di sua madre bensì il libro di incantesimi del padre; i suoi genitori erano ancora degli stregoni, ma all'apparenza ricchi antiquari, identità che venne poi utilizzata per i genitori di Gertrude Yorkes.

## Critica
Brandon Zachary di CBR.com ha definito Nico una stella emergente, la più assertiva e potente del gruppo venendo messa al centro durante gli scontri e i crossover con altri eroi aggiungendo come la sua potenza le permetta di rapportarsi con quest'ultimi in modo credibile rispetto ai suoi compagni di squadra. Inoltre l'eroina nel suo essere asio-americana e parte della comunità LGBTQ+ è in grado di mettere sotto i riflettori queste due minoranze sottorappresentate all'interno del mondo fumettistico.
Tomi Nabach of ComicsVerse afferma come il suo essere una donna di colore bisessuale e una supereroina dia un contributo positivo a questi gruppi di persone sia per diversificazione etnica che per una questione di immagine confrontandola con personaggi bisessuali/pansessuali moralmente grigi come Mystica, Daken e Deadpool, andando in questo modo a erodere lo stereotipo legato che vede gli individui bisessuali/pansessuali come inaffidabili, subdoli, manipolatori.

## Versioni alternative
Nelle miniserie Secret Wars: A-Force e Secret Wars: Battleworld, legate alla miniserie evento Secret Wars, compaiono due suoi alter ego: la prima vive presso il dominio di Arcadia mentre la seconda è una combattente presso il Killiseum di Doomstadt.
Nella serie Ultimate X-Men del 2024 scritta e disegnata da Peach Momoko, Nico Minoru è una liceale amica di Hisako Ichiki che vive a Kirisaki City, una città di Hi No Kuni, una potenza mondiale asiatica con epicentro nel Giappone guidato dall'Imperatore del Sole.

## Altri media
Serie tv
Lyrica Okano interpreta Nico nella serie Runaways del 2017. In questa versione è una studentessa della Atlas Academy a Los Angeles, diventa una Goth dopo la morte di sua sorella Amy e una volta imbattutasi nell'Asta dell'Uno viene addestrata da sua madre Tina Minoru.
Animazione
Nella serie animata di Disney+ Il vostro amichevole Spider-Man di quartiere del 2025 Nico, doppiata da Grace Song, è la migliore amica di Peter Parker e sua compagna di scuola presso il liceo Rockford T. Bales High School.
Videogiochi
Nico è apparsa nei seguenti videogiochi:
- Marvel: Avengers Alliance
- Marvel: Future Fight
- Marvel Strike Force
- Marvel Avengers Academy
- Come Sister Grimm nel DLC Marvel's Women of Power di Pinball FX 2
- Marvel Puzzle Quest
- Nel DLC dedicato ai Runaways di Lego Marvel Super Heroes 2
- Marvel's Midnight Suns
- Marvel Snap

## Titoli
- Runaways
- Avengers Academy
- Avengers Arena
- Avengers Undercover
- A-Force
- Strange Academy